# ISO/CEI 8859-8
La norme de codage des caractères ISO/CEI 8859-8 (hébreu) couvre l'alphabet hébraïque moderne tel qu'il est utilisé en Israël.

## Tableau
Le jeu de caractères complet est présenté dans le tableau ci-après.
| ISO/CEI 8859-8:1999 | ISO/CEI 8859-8:1999 | ISO/CEI 8859-8:1999 | ISO/CEI 8859-8:1999 | ISO/CEI 8859-8:1999 | ISO/CEI 8859-8:1999 | ISO/CEI 8859-8:1999 | ISO/CEI 8859-8:1999 | ISO/CEI 8859-8:1999 | ISO/CEI 8859-8:1999 | ISO/CEI 8859-8:1999 | ISO/CEI 8859-8:1999 | ISO/CEI 8859-8:1999 | ISO/CEI 8859-8:1999 | ISO/CEI 8859-8:1999 | ISO/CEI 8859-8:1999 | ISO/CEI 8859-8:1999 |
|                     | x0                  | x1                  | x2                  | x3                  | x4                  | x5                  | x6                  | x7                  | x8                  | x9                  | xA                  | xB                  | xC                  | xD                  | xE                  | xF                  |
| ------------------- | ------------------- | ------------------- | ------------------- | ------------------- | ------------------- | ------------------- | ------------------- | ------------------- | ------------------- | ------------------- | ------------------- | ------------------- | ------------------- | ------------------- | ------------------- | ------------------- |
| 0x                  | Inutilisé           | Inutilisé           | Inutilisé           | Inutilisé           | Inutilisé           | Inutilisé           | Inutilisé           | Inutilisé           | Inutilisé           | Inutilisé           | Inutilisé           | Inutilisé           | Inutilisé           | Inutilisé           | Inutilisé           | Inutilisé           |
| 1x                  | Inutilisé           | Inutilisé           | Inutilisé           | Inutilisé           | Inutilisé           | Inutilisé           | Inutilisé           | Inutilisé           | Inutilisé           | Inutilisé           | Inutilisé           | Inutilisé           | Inutilisé           | Inutilisé           | Inutilisé           | Inutilisé           |
| 2x                  | SP                  | !                   | "                   | #                   | $                   | %                   | &                   | '                   | (                   | )                   | *                   | +                   | ,                   | -                   | .                   | /                   |
| 3x                  | 0                   | 1                   | 2                   | 3                   | 4                   | 5                   | 6                   | 7                   | 8                   | 9                   | :                   | ;                   | <                   | =                   | >                   | ?                   |
| 4x                  | @                   | A                   | B                   | C                   | D                   | E                   | F                   | G                   | H                   | I                   | J                   | K                   | L                   | M                   | N                   | O                   |
| 5x                  | P                   | Q                   | R                   | S                   | T                   | U                   | V                   | W                   | X                   | Y                   | Z                   | [                   | \                   | ]                   | ^                   | _                   |
| 6x                  | `                   | a                   | b                   | c                   | d                   | e                   | f                   | g                   | h                   | i                   | j                   | k                   | l                   | m                   | n                   | o                   |
| 7x                  | p                   | q                   | r                   | s                   | t                   | u                   | v                   | w                   | x                   | y                   | z                   | {                   | \|                  | }                   | ~                   |                     |
| 8x                  | Inutilisé           | Inutilisé           | Inutilisé           | Inutilisé           | Inutilisé           | Inutilisé           | Inutilisé           | Inutilisé           | Inutilisé           | Inutilisé           | Inutilisé           | Inutilisé           | Inutilisé           | Inutilisé           | Inutilisé           | Inutilisé           |
| 9x                  | Inutilisé           | Inutilisé           | Inutilisé           | Inutilisé           | Inutilisé           | Inutilisé           | Inutilisé           | Inutilisé           | Inutilisé           | Inutilisé           | Inutilisé           | Inutilisé           | Inutilisé           | Inutilisé           | Inutilisé           | Inutilisé           |
| Ax                  | NBSP                |                     | ¢                   | £                   | ¤                   | ¥                   | ¦                   | §                   | ¨                   | ©                   | ×                   | «                   | ¬                   | SHY                 | ®                   | ¯                   |
| Bx                  | °                   | ±                   | ²                   | ³                   | ´                   | µ                   | ¶                   | ·                   | ¸                   | ¹                   | ÷                   | »                   | ¼                   | ½                   | ¾                   |                     |
| Cx                  |                     |                     |                     |                     |                     |                     |                     |                     |                     |                     |                     |                     |                     |                     |                     |                     |
| Dx                  |                     |                     |                     |                     |                     |                     |                     |                     |                     |                     |                     |                     |                     |                     |                     | ‗                   |
| Ex                  | א                   | ב                   | ג                   | ד                   | ה                   | ו                   | ז                   | ח                   | ט                   | י                   | ך                   | כ                   | ל                   | ם                   | מ                   | ן                   |
| Fx                  | נ                   | ס                   | ע                   | ף                   | פ                   | ץ                   | צ                   | ק                   | ר                   | ש                   | ת                   |                     |                     | LRM                 | RLM                 |                     |